# Giovanni Michiel
Giovanni Michiel (ur. 1446 w Wenecji – zm. 10 kwietnia 1503 w Rzymie) – włoski kardynał, siostrzeniec papieża Pawła II.

## Życiorys
Nominację kardynalską uzyskał z rąk swojego wuja na konsystorzu 21 listopada 1468 z tytułem diakona Santa Lucia in Septisolio. Następnie był kardynałem diakonem Sant'Angelo in Pescheria (1471) i kardynałem prezbiterem San Marcello (1476). Od 1471 biskup Werony. Legat w prowincji Patrymonium i inspektor armii papieskiej w czasie konfliktu papieża z Neapolem w 1486, rok później przewodniczył negocjacjom pokojowym z królem Neapolu Ferdynandem I. W 1487 mianowany biskupem Padwy, został jednak zmuszony do rezygnacji wskutek weta, jakie postawiły wobec niego władze Republiki Weneckiej, do której należała Padwa. 14 marca 1491 został promowany do rangi kardynała biskupa, otrzymując kolejno diecezje Albano (14 marca 1491), Palestriny (10 października 1491) i na koniec Porto e S. Rufina (31 sierpnia 1492). Uczestniczył w konklawe 1471, 1484 i 1492, na tym ostatnim poparł Rodrigo Borgię, który został papieżem Aleksandrem VI. Łaciński patriarcha Konstantynopola od 1497. Miał opinię człowieka światowego, lubiącego luksusy, ale także hojnego wobec biednych.
Mimo poparcia, jakie udzielił Rodrigo Borgii na konklawe, w późniejszym okresie jego pontyfikatu przeszedł do opozycji wobec niego. Zmarł otruty na rozkaz Cezara Borgii.